# トナー

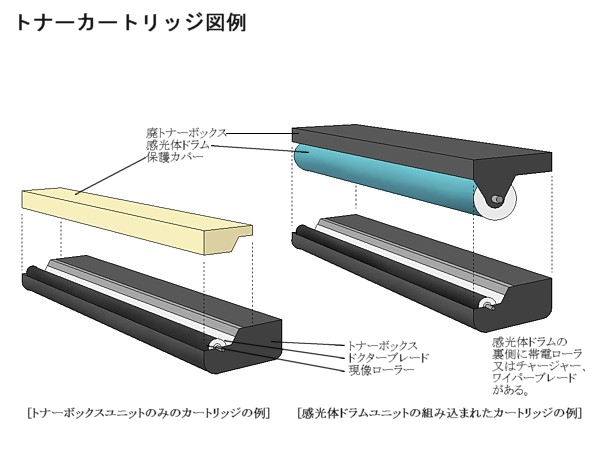
トナーカートリッジの図例

トナー（英：toner）は、レーザープリンター及び複写機で使用される、帯電性を持ったプラスチック粒子に黒鉛・顔料などの色粒子を付着させたミクロサイズの粒から成る粉である。静電気を利用して紙にトナーを転写させ、熱によって定着させることで印刷する。
カラー印刷の場合、通常シアン、マゼンタ、黄色、黒の4色が用意される。英語で「tone」とは色調のことであり、それから由来する。
トナーはカートリッジと呼ばれる専用の容器（トナーカートリッジ）に入れられ、それをプリンターに挿入して使用される。トナーカートリッジは、トナーを充填した容器だけのものとドクターブレード・アドローラー・現像ローラー（スリーブ）が組み込まれた容器のもの、それに感光体ドラムを付属したカバーを組み合わせたものなどがある。いずれも、機種・メーカーによって異なる。

## トナー粒のサイズについて
トナーの一粒は、シイタケの胞子の大きさとほぼ同じ1000分の5ミリ程度と非常に小さく、肉眼では見る事が極めて困難である。通常、トナーは、カートリッジの形で供給されるが、一本のカートリッジの中のトナー粒の数は非常に膨大な数となり、世界の人口(=6.5*109)を遥かに超えると言われている。

## トナーの飛散について
カートリッジに詰められたトナーは、通常、飛散の恐れはないが、万一カートリッジを落とすなどして破損させた場合、多量のトナーが床などに散乱する事がある。トナーはチリやホコリのように軽いので、ちょっとした風などで飛び散りやすい。トナーは、有害物質ではないが、サイズが非常に小さいため、吸い込むと、気管支などに入る恐れもある。また、高密度で空気中に飛散したトナーになんらかの原因で引火すると粉塵爆発を起こす可能性もある。

## リサイクルトナーについて
リサイクルトナーとは再生トナーともよばれ、レーザープリンター及び複写機で使用が終わった空のトナーカートリッジを回収し、汎用トナーを充填し販売する商品をいう。純正トナーを供給する機器メーカーが回収しきれずに廃棄される空のトナーカートリッジを回収し、幾度も再利用するため、トナー漏れなど品質、安全面やそれによる機器本体への影響が問題になる反面、カートリッジ自体を開発、製造するコストがかからないため、純正トナーに比べ割安の商品として普及しつつある。
消耗部品以外を再使用するリサイクルトナーはリユースにあたり、さらに使用限界を超えたトナーカートリッジはリサイクル（再資源化）されている。
ただし、あくまでも純正品ではないため、インクジェットプリンターにおけるリサイクルインクカートリッジのような問題も発生している。一方で、前述のトナー自体の特性から、ユーザーが詰め替えられるトナーも存在する。
また近年ではプリンターメーカーもリサイクル・リユースへの取り組みを推進し、メーカー純正再生トナー商品を市場に提供している。

## 粉塵爆発について
トナーは10μm程度の大きさで粒がそろっており、浮遊しやすいため、粉塵爆発を起こしやすい。さらに、トナーが爆発した後、巻き上がった粉が次々と爆発する「二次爆発」を起こしやすい。粉塵爆発は最初の爆発よりも二次爆発・三次爆発の方が大きくなる傾向がある。トナーを掃除機で吸うと、掃除機の内部で高い粉塵雲濃度となり、さらに静電気の火花放電で着火しやすいので、こぼれたトナーや使用済みトナーは絶対に掃除機を使ってはいけない。フィルターに溜まった粉が酸化して発火することもある。また、粉の大きさが掃除機のフィルターの目よりも細かかった場合、粉が室内にまき散らされて悲惨なことになる。水で湿らせた布などで拭きとるのが推奨されている。業務用では、トナーを吸うときのための専用の掃除機がある。
日本では2001年以降、リサイクル意識の高まりから、OAリサイクル工場での粉塵爆発が増加している。2021年にはトナーを製造しているコニカミノルタの工場で粉塵爆発が起きた。集塵機を屋内に設置していると、被害が拡大する。

## 参照
1. ↑  トナーを交換するときに注意してほしいこと リコー
2. ↑  八島正明「リサイクル時代の粉じん爆発災害」『安全工学』第46巻第4号、安全工学会、2007年8月、211-217頁、doi:10.18943/safety.46.4_211、ISSN 05704480、NAID 10019553149。
3. ↑  コニカミノルタサプライズ辰野工場における爆発事故について（第3報） コニカミノルタ

- 柳田和彦「トナーの帯電機構」『電子写真学会誌』第30巻第2号、日本画像学会、1991年、151-157頁、doi:10.11370/isjepj.30.151、ISSN 0387-916X、NAID 130004484568。